# Côte de Cherave
La côte de Cherave  est une côte de la commune de Huy (Belgique) souvent empruntée lors de la course cycliste la Flèche wallonne.

## Situation
Le pied de la côte se trouve dans la vallée du Hoyoux dans le quartier sud de la ville Huy en Belgique (province de Liège). La côte suit la rue de Cherave depuis la place du Tilleul jusqu'à la chaussée de Dinant en passant par le quartier de Saint-Léonard. 
Cette côte est souvent gravie à deux ou trois reprises lors du circuit final de la classique cycliste la Flèche wallonne. Elle a aussi été franchie lors de la 3e étape du Tour de France 2015 comme côte de 4ème catégorie.

## Caractéristiques
- Départ : 90 m
- Altitude : 195 m
- Dénivellation : 105 m
- Longueur : 1,300 km
- Pente moyenne : 8,1 %
- Pente maximale : 13 %[1]